# Crémant de Bourgogne

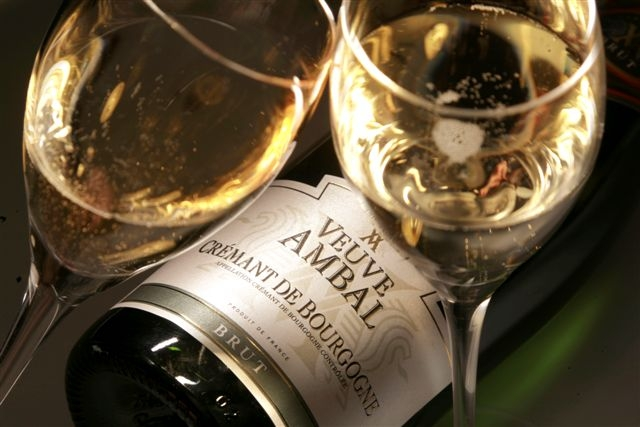
Eine Flasche Crémant de Bourgogne aus dem Haus Ambal

Der Crémant de Bourgogne ist ein eher leichter Schaumwein der Weinbauregion Burgund mit etwa zwölf Volumenprozent.
Die Schaumweine der Region Burgund zeichnen sich durch ihren fruchtigen Charakter aus und werden in der Hauptsache aus den Rebsorten Pinot Noir, Pinot Gris, Pinot Blanc und Chardonnay, zum Teil aber auch aus den Sorten Gamay, Aligoté, Melon de Bourgogne oder Sacy verschnitten. Der seltenere Crémant de Bourgogne rosé wird aus dem Pinot Noir und/oder Gamay unter Hinzugabe beliebiger weißer Grundweine gekeltert. Die verarbeiteten Reben müssen per Gesetz ausschließlich aus dem Burgund kommen. Aufgrund der Anwendung der klassischen Flaschengärung, die dem Herstellverfahren des Champagners gleicht, wird der Wein als Crémant bezeichnet: ein Indiz für hohe Qualität. Der Begriff Crémant wurde frankreichweit eingeführt, als sich die Weinbauern der Champagne erfolgreich beim Verbot der weltweit gebräuchlichen Bezeichnung Méthode Champenoise zur Charakterisierung der Flaschengärung durchsetzten. Im Vergleich zu einem Winzer-Champagner ist der Crémant de Bourgogne mit etwa sieben bis neun Euro pro Flasche deutlich günstiger, kann im Vergleich zu einem Champagner nicht lange gelagert werden. Der Crémant sollte spätestens drei Jahre nach dem Kauf der Flasche bei einer Trinktemperatur von sieben bis acht Grad Celsius genossen werden.

## Erntemengen
Obwohl ähnlich hergestellter Schaumwein im Burgund in Form des Bourgogne Mousseux schon seit langem existierte, wurde die Schutzbezeichnung AOC Crémant de Bourgogne erst am 17. Oktober 1975 eingeführt. Nach zaghaften Anfängen bis 1979 nahm die gekelterte Menge seither kontinuierlich zu. Im Jahr 2006 wurden insgesamt 107.710 Hektoliter Crémant de Bourgogne deklariert.
Der Basisertrag, also die Erntebeschränkung, liegt bei niedrigen 50 Hektolitern pro Hektar; ein Betrag der jahrgangsabhängig um bis zu 20 Prozent nach oben korrigiert werden kann.
Die Beeren werden meist einige Tage vor der Ernte normaler Stillweine gelesen, da die Grundweine eines Schaumweines über ein kräftiges Säuregerüst verfügen sollten. Der Mindestzuckergehalt des Mosts zum Grundwein muss allerdings mindestens 137 Gramm pro Liter betragen (siehe auch den Artikel Mostgewicht). Aus 150 Kilogramm Beeren dürfen maximal 100 Liter Saft gepresst werden.

## Die Sprache des Etiketts
Zusätzlich zur Bezeichnung AOC Crémant de Bourgogne können auf dem Etikett die Bezeichnungen Blanc de Blancs, Blanc de Noirs, Brut (Sekt), Millésimé und Rosé aufgeführt werden. Diese bedeuten:
- Brut: trockener Ausbau mit einem maximalen Restzuckergehalt von 15 Gramm pro Liter
- Millésimé: die Beeren der im Crémant verwendeten Grundweine stammen aus einem Jahrgang
- Rosé: der Crémant wurde zumindest mit einem roten Grundwein, der aus Pinot Noir und/oder Gamay Reben gekeltert wurde, verschnitten

## Zugelassene Weinlagen nach Gemeinde

### Département Yonne
Im Département Yonne sind Weinreben aus folgenden 54 Gemeinden zugelassen:
Accolay, Asquins, Augy, Auxerre, Beine, Bernouil, Béru, Bleigny-le-Carreau, Chablis, Champvallon, La Chapelle-Vaupelteigne, Charentenay, Chemilly-sur-Serein, Cheney, Chichée, Chitry, Collan, Coulanges-la-Vineuse, Courgis, Cravant, Dannemoine, Dyé, Épineuil, Escolives-Sainte-Camille, Fleys, Fontenay-près-Chablis, Irancy, Joigny, Junay, Jussy, Lignorelles, Ligny-le-Châtel, Maligny, Migé, Molosmes, Mouffy, Poilly-sur-Serein, Quenne, Saint-Bris-le-Vineux, Saint-Cyr-les-Colons, Saint-Père, Serrigny, Tharoiseau, Tonnerre, Tronchoy, Val-de-Mercy, Venoy, Vermenton, Vézelay, Vézinnes, Villy, Vincelottes, Viviers, Volgré.

### Département Côte-d’Or
Im Département Côte-d’Or sind Weinreben aus folgenden 91 Gemeinden zugelassen:
Aloxe-Corton, Ancey, Arcenant, Auxey-Duresses, Baubigny, Beaune, Belan-sur-Ource, Bévy, Bissey-la-Côte, Bligny-lès-Beaune, Boncourt-le-Bois, Bouix, Bouze-lès-Beaune, Brion-sur-Ource, Brochon, Chambolle-Musigny, Charrey-sur-Seine, Chassagne-Montrachet, Chaumont-le-Bois, Chaux, Chenôve, Chevannes, Chorey, Collonges-lès-Bévy, Comblanchien, Corcelles-les-Monts, Corgoloin, Cormot-le-Grand, Corpeau, Couchey, Curtil-Vergy, Daix, Dijon, Échevronne, L’Étang-Vergy, Fixin, Flagey-Echézeaux, Fussey, Gevrey-Chambertin, Gilly-lès-Cîteaux, Gomméville, Griselles, Ladoix-Serrigny, Larrey, Magny-lès-Villers, Mâlain, Marcenay, Marsannay-la-Côte, Massingy, Mavilly-Mandelot, Marey-lès-Fussey, Meloisey, Messanges, Meuilley, Meursault, Molesmes, Monthelie, Montliot-et-Courcelles, Morey-Saint-Denis, Mosson, Nantoux, Noiron-sur-Seine, Nolay, Nuits-Saint-Georges, Obtrée, Pernand-Vergelesses, Plombières-lès-Dijon, Poinçon-lès-Larrey, Pommard, Pothières, Premeaux-Prissey, Puligny-Montrachet, Reulle-Vergy, La Rochepot, Saint-Aubin, Saint-Romain, Santenay, Savigny-lès-Beaune, Segrois, Talant, Thoires, Vannaire, Vauchignon, Villars-Fontaine, Villedieu, Villers-la-Faye, Villers-Patras, Vix, Volnay, Vosne-Romanée, Vougeot.

### Département Saône-et-Loire
Im Département Saône-et-Loire sind Weinreben aus folgenden 154 Gemeinden zugelassen:
Aluze, Ameugny, Azé, Barizey, Berzé-la-Ville, Berzé-le-Châtel, Bissey-sous-Cruchaud, Bissy-la-Mâconnaise, Bissy-sur-Fley, Bissy-sous-Uxelles, Blanot, Bonnay, Bouzeron, Boyer, Burgy, Burnand, Bussières, Buxy, Bray, Bresse-sur-Grosne, Cersot, Chagny, Chaintré, Chamilly, Champagny-sous-Uxelles, Chânes, Change, Chapaize, La Chapelle-de-Guinchay, La Chapelle-sous-Brancion, Charbonnières, Chardonnay, Charnay-lès-Mâcon, Charrecey, Chasselas, Chassey-le-Camp, Château, Cheilly-lès-Maranges, Chenôves, Chevagny-les-Chevrières, Chissey-lès-Mâcon, Clessé, Cortambert, Cortevaix, Couches, Crêches-sur-Saône, Créot, Cruzille, Culles-les-Roches, Curtil-sous-Burnand, Davayé, Dennevy, Dezize-lès-Maranges, Donzy-le-National, Dracy-lès-Couches, Dracy-le-Fort, Epertully, Etrigny, Farges-lès-Mâcon, Fleurville, Fley, Fontaines, Fuissé, Genouilly, Germagny, Givry, Grevilly, Hurigny, Igé, Jalogny, Jambles, Jugy, Jully-lès-Buxy, Lacrost, Laives, Laizé, Leynes, Lournand, Lugny, Mâcon, Malay, Mancey, Martailly-lès-Brancion, Massy, Mellecey, Mercurey, Milly-Lamartine, Montagny-lès-Buxy, Montbellet, Montceaux-Ragny, Moroges, Nanton, Ozenay, Paris-l’Hôpital, Péronne, Pierreclos, Préty, Prissé, Pruzilly, Remigny, La Roche-Vineuse, Romanèche-Thorins, Rosey, Royer, Rully, Saint-Albain, Saint-Amour-Bellevue, Saint-Boil, Saint-Clément-sur-Guye, Saint-Denis-de-Vaux, Saint-Désert, Saint-Gengoux-de-Scissé, Saint-Gengoux-le-National, Saint-Gilles, Saint-Jean-de-Trézy, Saint-Jean-de-Vaux, Saint-Léger-sur-Dheune, Saint-Mard-de-Vaux, Saint-Martin-Belle-Roche, Saint-Martin-du-Tartre, Saint-Martin-sous-Montaigu, Saint-Maurice-des-Champs, Saint-Maurice-de-Satonnay, Saint-Maurice-lès-Couches, Saint-Pierre-de-Varennes, Saint-Sernin-du-Plain, Saint-Symphorien-d’Ancelles, Saint-Vallerin, Saint-Vérand, Saint-Ythaire, La Salle, Salornay-sur-Guye, Sampigny-lès-Maranges, Santilly, Sassangy, Saules, Savigny-sur-Grosne, Sennecey-le-Grand, Senozan, Sercy, Serrières, Sigy-le-Châtel, Sologny, Solutré-Pouilly, Tournus, Uchizy, Vaux-en-Pré, Vergisson, Vers, Verzé, Le Villars, La Vineuse, Vinzelles, Viré.

### Département Rhône
Im Département Rhône sind Weinreben aus folgenden 85 Gemeinden zugelassen:
Alix, Anse, L’Arbresle, Les Ardillats, Arnas, Bagnols, Beaujeu, Belleville, Belmont-d’Azergues, Blacé, Le Bois-d’Oingt, Le Breuil, Bully, Cercié, Chambost-Allières, Chamelet, Charentay, Charnay, Châtillon-d’Azergues, Chazay-d’Azergues, Chénas, Chessy, Chiroubles, Cogny, Corcelles-en-Beaujolais, Dareizé, Denicé, Emeringes, Fleurie, Frontenas, Gleizé, Jarnioux, Juliénas, Jullié, Lacenas, Lachassagne, Lancié, Lantignié, Légny, Létra, Liergues, Limas, Lozanne, Lucenay, Marchampt, Marcy, Moiré, Montmelas-Saint-Sorlin, Morancé, Nuelles, Odenas, Oingt, Les Olmes, Le Perréon, Pommiers, Pouilly-le-Monial, Quincié-en-Beaujolais, Régnié-Durette, Rivolet, Salles-Arbuissonnas-en-Beaujolais, Saint-Clément-sur-Valsonne, Saint-Cyr-le-Chatoux, Saint-Didier-sur-Beaujeu, Saint-Étienne-des-Oullières, Saint-Étienne-la-Varenne, Saint-Germain-sur-l’Arbresle, Saint-Georges-de-Reneins, Saint-Jean-d’Ardières, Saint-Jean-des-Vignes, Saint-Julien, Saint-Just-d’Avray, Saint-Lager, Saint-Laurent-d’Oingt, Saint-Loup, Sainte-Paule, Saint-Romain-de-Popey, Saint-Vérand, Sarcey, Ternand, Theizé, Vaux-en-Beaujolais, Vauxrenard, Vernay, Ville-sur-Jarnioux, Villié-Morgon.
Übergangsweise waren noch Weinreben aus folgenden Gemeinde bis zum Jahrgang 2005 zugelassen:
1. Im Département Côte-d’Or: Chevigny-en-Valière, Combertault, Corcelles-les-Arts, Ebaty, Levernois, Merceuil, Montigny-lès-Beaune, Perrigny-lès-Dijon, Sainte-Marie-la-Blanche, Tailly.
2. Im Département Yonne: Appoigny, Chichery, Montagny-la-Resle.
3. Im Département Saône-et-Loire: Géanges, Saint-Loup-de-la-Salle, Chaudenay, Demigny.